# Derostenus japonicus
Derostenus japonicus är en stekelart som beskrevs av Christer Hansson 1986. Derostenus japonicus ingår i släktet Derostenus och familjen finglanssteklar. Inga underarter finns listade i Catalogue of Life.